# Streetart

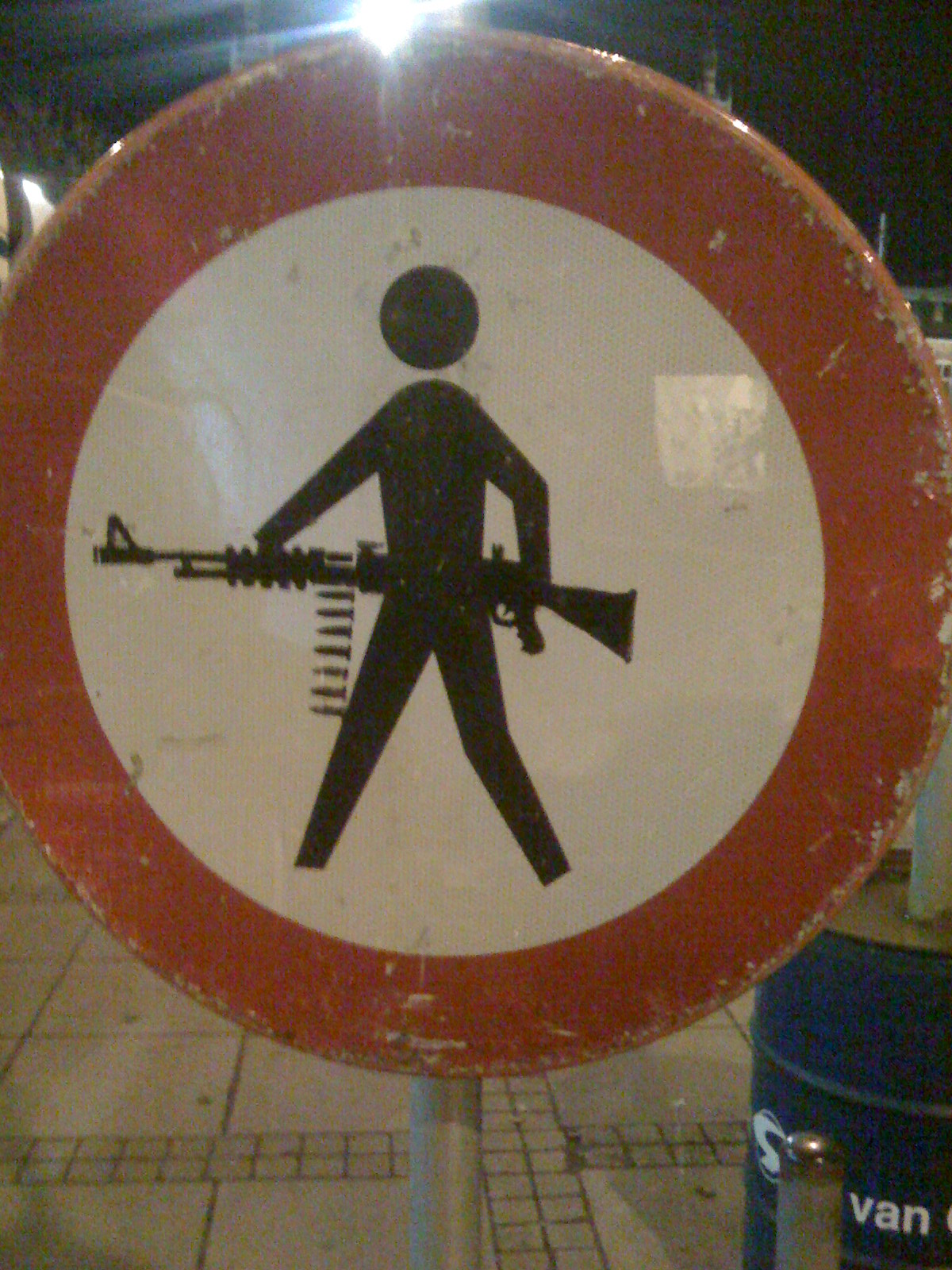
Streetart in Amsterdam: voetgangers-verbodsbord wordt door eenvoudige toevoeging geweren-verbodsbord

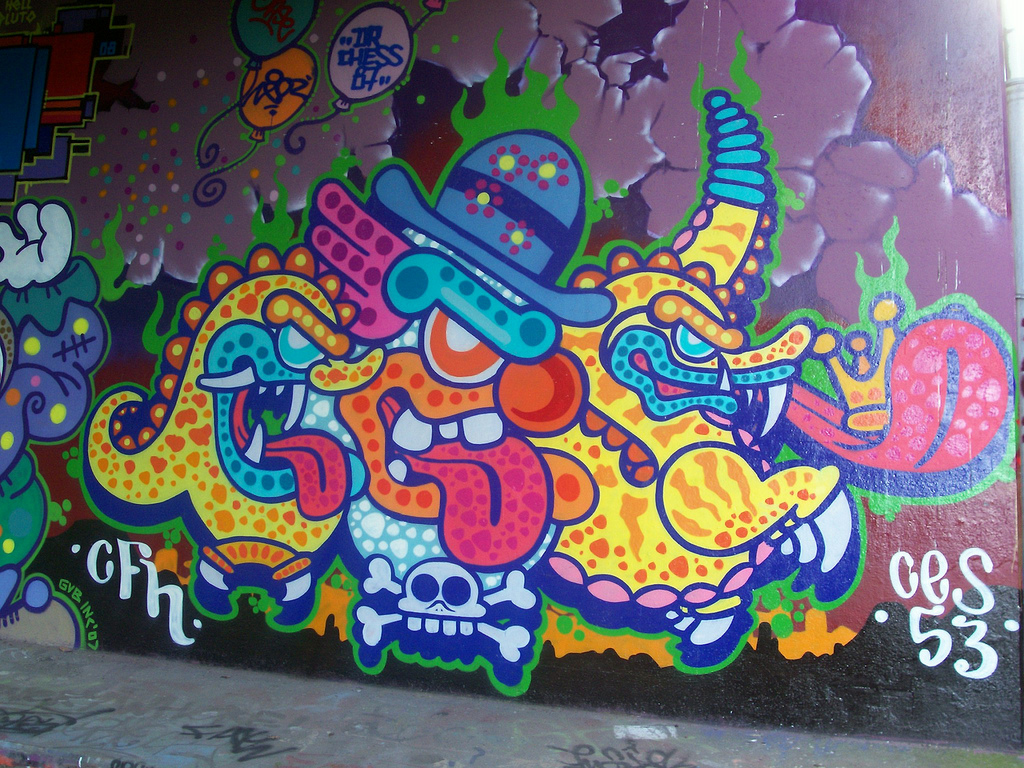
Painting in the Global tradition van Ces53

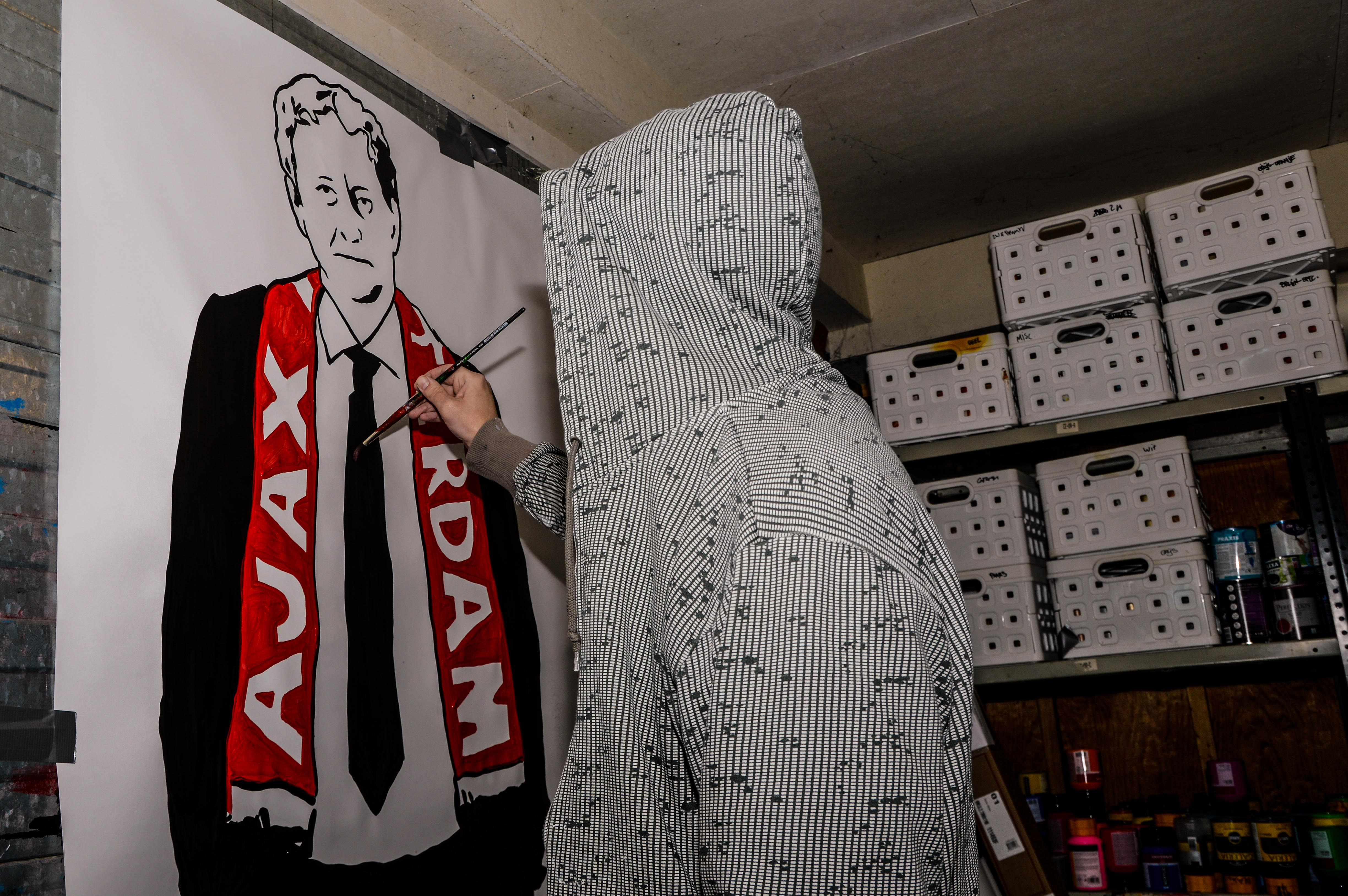
Kunstwerk Eberhard van der Laan

Streetart is een kunstvorm gerelateerd aan de graffitibeweging. Onder streetart vallen diverse illegaal of legaal aangebrachte kunstuitingen aan de openbare weg die niet onder de pure graffiti vallen en evenmin tot de officiële kunst behoren. Streetart komt voor in de vorm van stickers, sjabloondruk en posters, maar ook eigenmachtig geplaatste beelden, muurschilderingen en mobielen vallen hieronder.
Het grote verschil tussen graffiti en andere streetart is dat het bij graffiti vaak primair om decoratieve naamtags gaat (en dus om de makers) en dat bij streetart meestal de afbeeldingen en de boodschap erachter belangrijker zijn. Het kwaliteitscriterium voor graffiti is de moeilijkheidsgraad en voor streetart de originaliteit en uitdrukkingskracht. Veel makers van streetart werken anoniem en verspreiden afbeeldingen zonder tekst of signatuur.
Het verschijnsel is ontstaan in de jaren zeventig van de twintigste eeuw en werd toen gebruikt om politieke standpunten duidelijk te maken. Later verdween het fenomeen weer naar de achtergrond en het dook pas weer op aan het eind van de jaren negentig. Dit keer als een zuivere kunstvorm (zie Straatgrafiek) waarbij de straat als tentoonstellingsruimte dient.
Een vorm van streetart is wildbreien (guerrilla-knitting), waarbij straatobjecten zoals palen van verkeersborden of bomen aangekleed worden met kleurrijk gebreid textiel. Een andere variant is het wildtuinieren (guerrilla gardening), waarbij men zonder toestemming stukken onbenutte grond in steden beplant met bloemen of struiken.

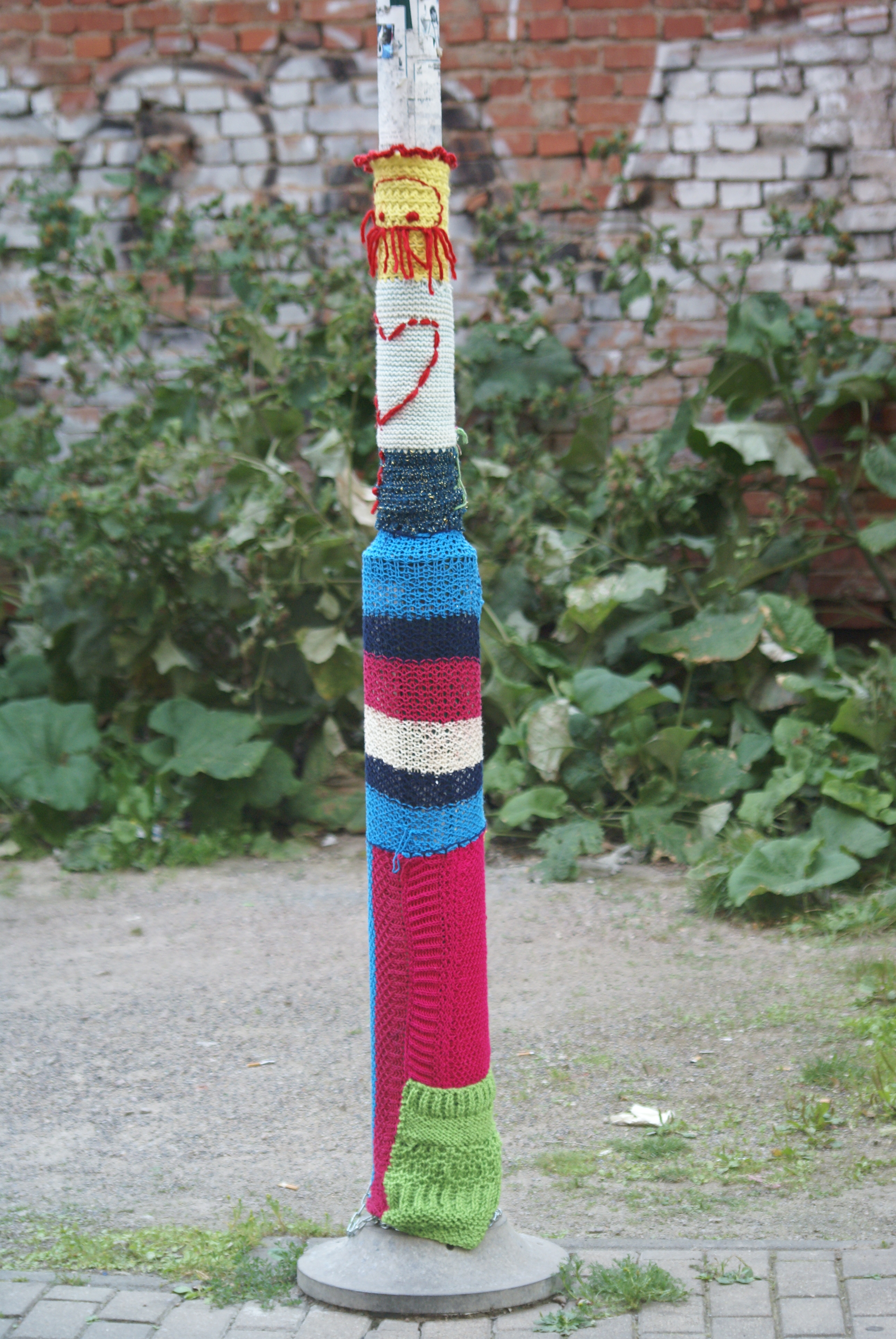
Wildbreien in Erfurt
Wildtuinieren als statement
Day-glo cactus in New York
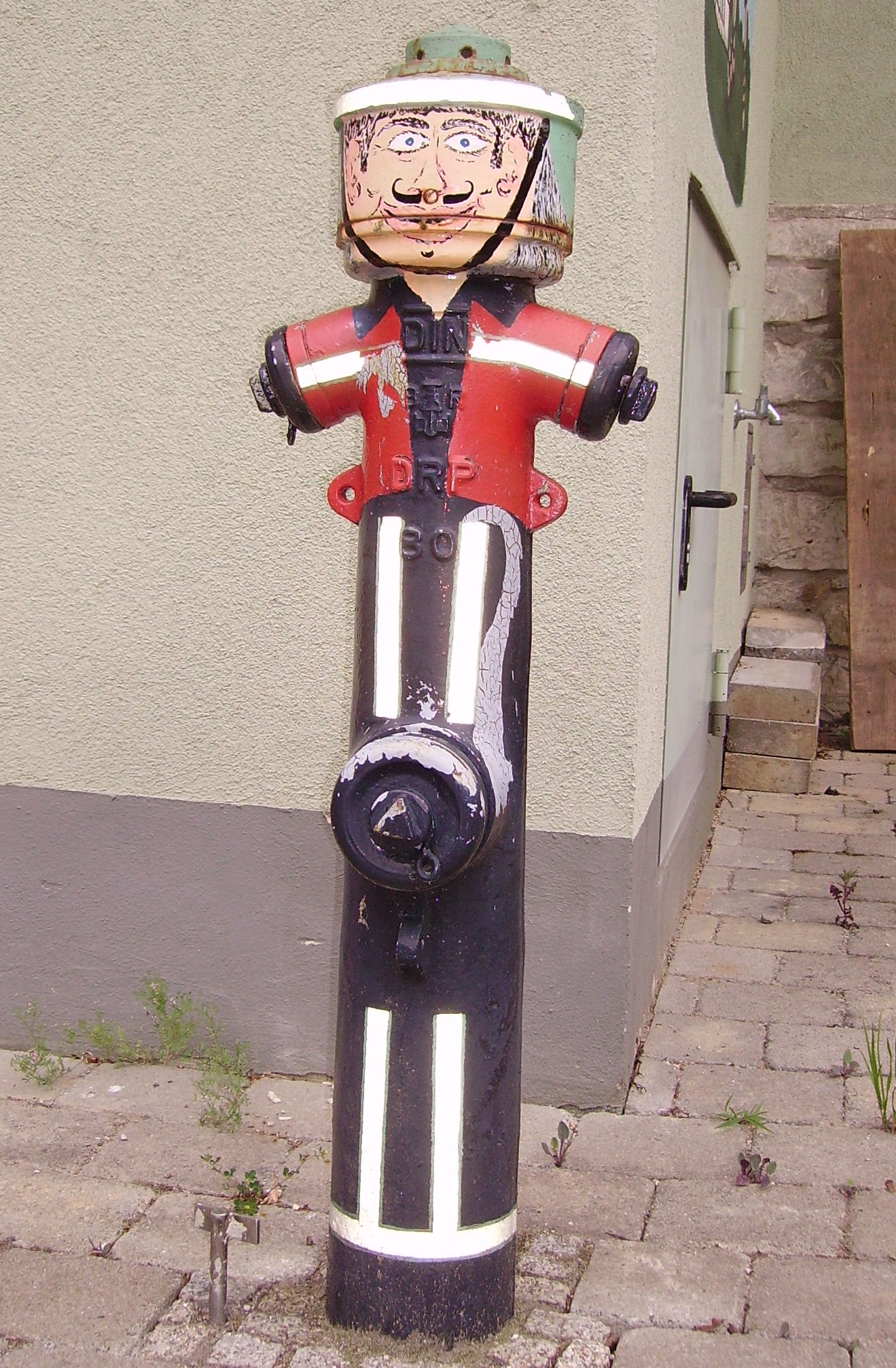
Beschilderde brandkraan
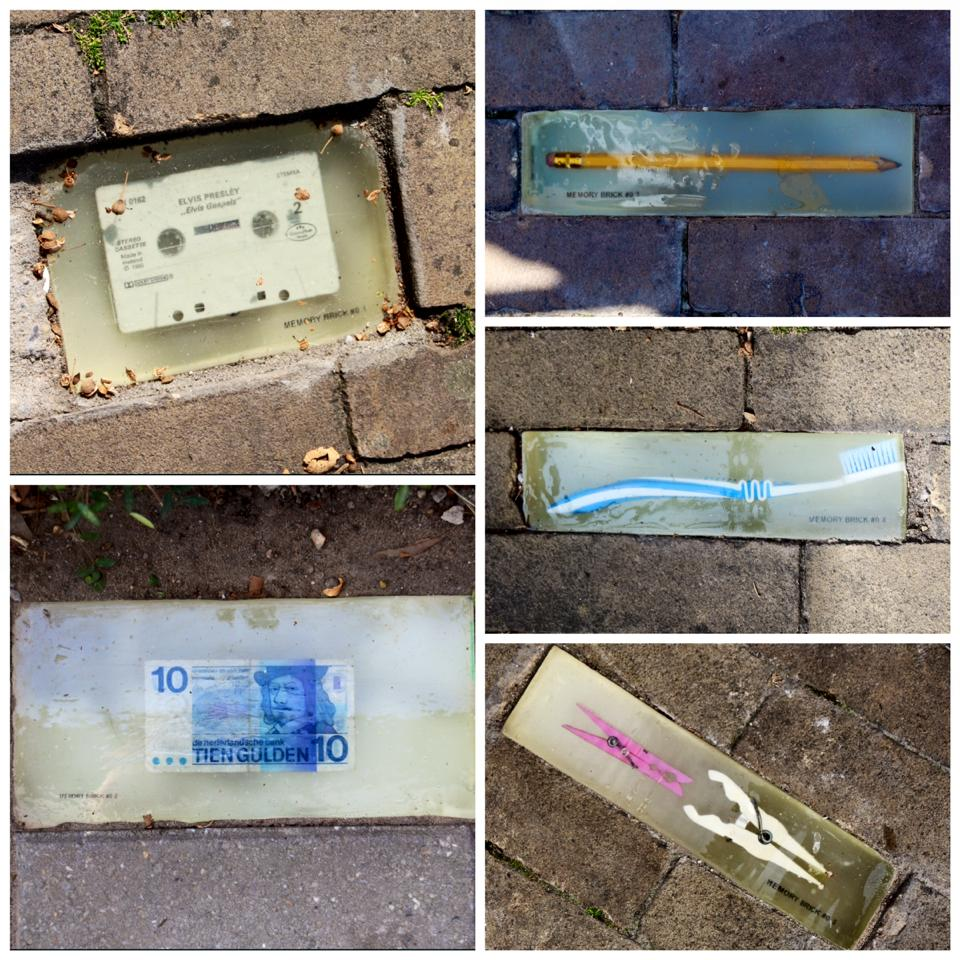
Memory Bricks in Gorinchem

## Commerciële crossover
Sommige straatkunstenaars hebben internationale waardering gekregen voor hun werk en zijn overgestapt van streetart naar de mainstream kunstwereld; daarnaast zijn zij veelal ook streetart blijven maken. Keith Haring was een van de eersten die dat in de jaren tachtig deden. Traditionele graffiti en streetartmotieven worden ook steeds meer gebruikt in mainstream advertenties, en veel kunstenaars hebben werk gekregen als grafisch ontwerper. Graffitikunstenaar Eric Haze heeft ontwerpen gemaakt voor musici als de Beastie Boys en Public Enemy. Shepard Fairey's straatposters van de toenmalige presidentskandidaat Barack Obama zijn door een speciale commissie bewerkt voor gebruik in de verkiezingscampagne.
Streetart heeft artistieke erkenning gekregen door de status van Banksy en andere kunstenaars. Hierdoor is streetart in vele steden een bezienswaardigheid en toeristische attractie geworden.

## Streetart in Nederland
In Nederland zijn al decennia lang streetartkunstenaars actief. In de jaren zeventig en tachtig van de twintigste eeuw was graffiti erg populair in Amsterdam en het is eigenlijk nooit weggegaan. Kunstenaars als Shoe en Zedz vergaarden met hun kunst faam over de hele wereld. Sinds 2010 is het collectief Kamp Seedorf geregeld in het nieuws met hun werk. Vooral hun ode aan Eberhard van der Laan tijdens zijn strijd met kanker was populair, ondanks dat het kunstwerk al snel was weggehaald. Door de populariteit van het werk werd er wel een grotere versie permanent op het Mercatorplein geplaatst. Een ander prominent figuur in de Amsterdamse streetartwereld is Street Art Frankey, die met kleine aanpassingen in het straatbeeld subtiele grapjes maakt. Zijn bekendste werk was een stuk minder subtiel, namelijk het LEGO-beeld van André Hazes op de Dam. Ook dit werk was al snel weg. In 2021 volgde een tweede versie. Een ander voorbeeld van zijn werk is de saunaman nabij het station van de Noord/Zuidlijn.
Prominente vrouwelijke straatkunstenaars zijn Judith de Leeuw (alias JDL) en Mick La Rock. Mick La Rock wordt genoemd als een van de eerste vrouwelijke graffitikunstenaars van Europa en is daarmee een grondlegger van de emancipatie in graffiti en streetart. Judith de Leeuw heeft haar bekendheid vooral te danken aan het werk Diversity in bureaucracy op het Leidseplein.
Amsterdam kent ook een tweetal straatpoëten die op veel plekken in de stad hun teksten schrijven en spuiten. Laser 3.14 schrijft zijn teksten in het Engels, terwijl Hans de Tweede schrijft in het Nederlands. De teksten van beide kunstenaars zijn vrij politiek. Hans de Tweede beperkt zich niet tot straatpoëzie, hij maakt ook ander soort streetartwerken, zoals de collage van Scrabble-steentjes met alle spelers van Ajax die hij plakte op de Johan Cruijff ArenA.

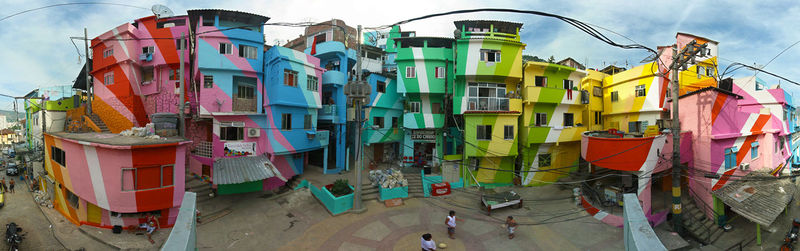
Favela painting door Haas&Hahn, Rio de Janeiro
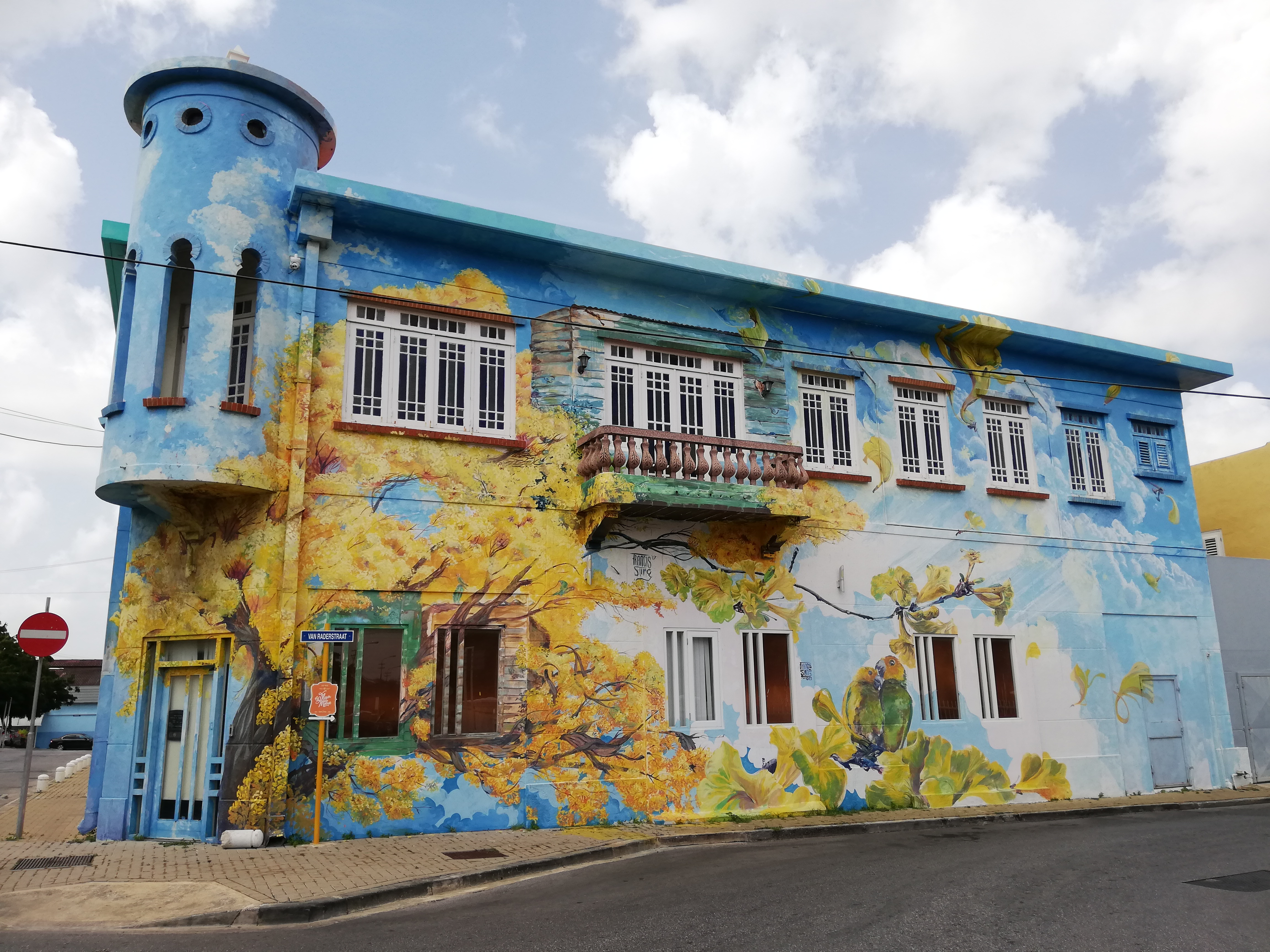
Muurschildering Three o'clock romance van Francis Sling, Willemstad (Curaçao)
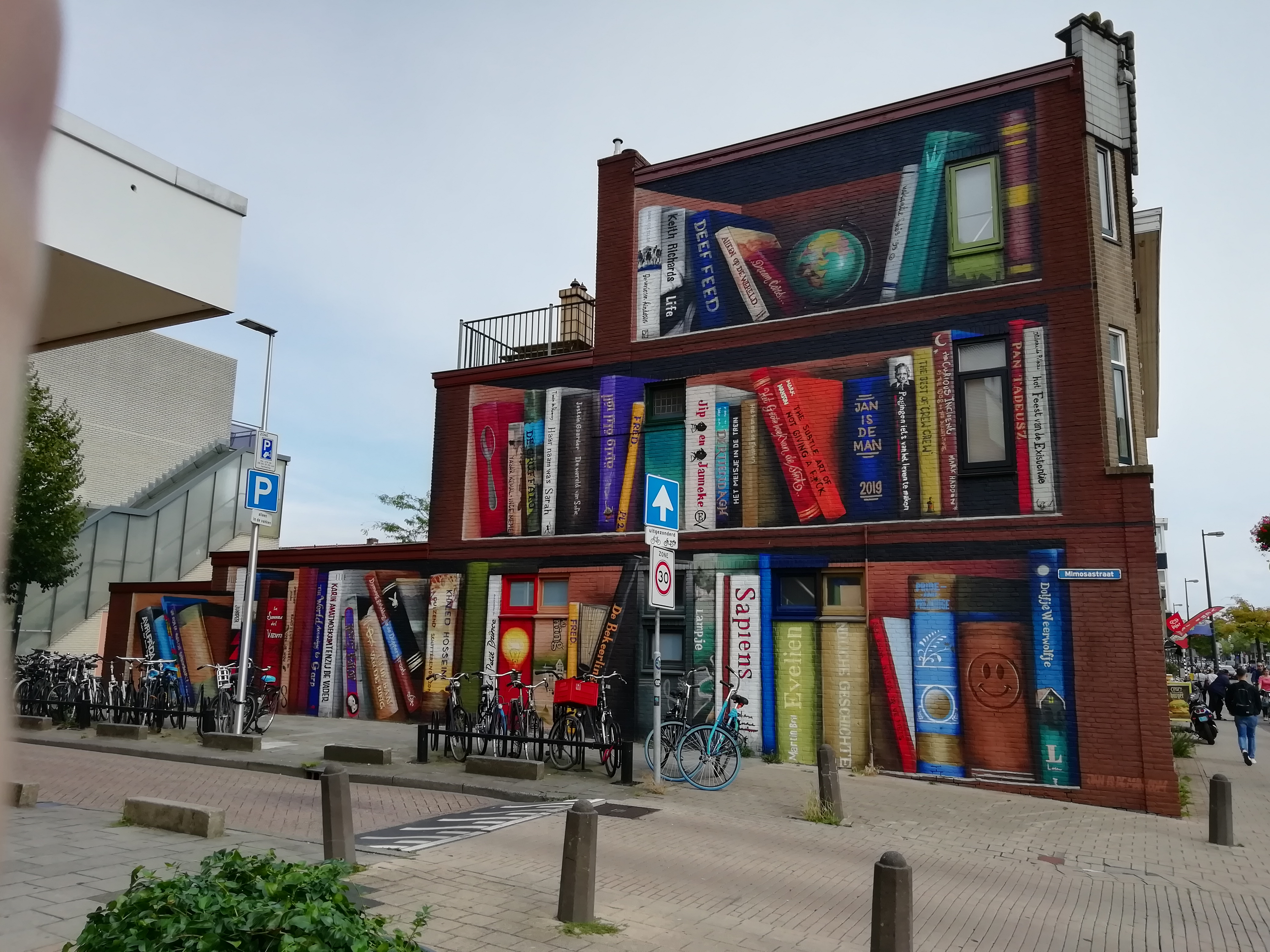
Muurschildering Boekenkast van JanIsDeMan, Utrecht